# ペイサンドロス (ギリシア神話)
ペイサンドロス（古希: Πείσανδρος, Peisandros）は、ギリシア神話の人物である。主に、
- アンティマコスの子
- マイマロスの子
- ペーネロペーの求婚者の1人
- プラタイアの英雄

が知られている。以下に説明する。

## アンティマコスの子
このペイサンドロスは、トロイアの武将アンティマコスの子で、ヒッポロコスと兄弟。トロイア戦争ではヒッポロコスとともに戦ったが、アガメムノーンに遭遇し、命乞いをしたがともに殺された。

## マイマロスの子
このペイサンドロスは、マイナロスの子で、アキレウスに従ってトロイア戦争に参加したミュルミドーン勢の武将の1人。ミュルミドーンの軍勢の中ではパトロクロスに次いで槍に長けた戦士だったという。パトロクロスがアキレウスの鎧をまとって戦ったさいにはミュルミドーン勢の第3部隊を指揮した。

## ペーネロペーの求婚者の1人
このペイサンドロスは、ペーネロペーの求婚者の1人である。サメーの出身で、ポリュクトールの子。求婚者たちがペーネロペーに贈物をしたときには首飾りを贈った。オデュッセウスが求婚者を誅殺したとき、ペイサンドロスは最後まで生き残ったうちの1人だったが、ピロイティオスに討たれた。

## プラタイアの英雄
このペイサンドロスは、プルタルコスによるとボイオーティア地方のプラタイア市の7人の英雄の1人。他の6人はアンドロクラテース、レウコーン、ダモクラテース、ピュプシオン、アクタイオーン、ポリュエイドス。彼らはプラタイアの興隆に功績があったらしい。ペルシア戦争のプラタイアの戦い（前479年）の際には、ギリシア軍から他の6人の英雄とともに犠牲を捧げられたと伝えられる。